# Resolución 132 del Consejo de Seguridad de las Naciones Unidas
La resolución 132 del Consejo de Seguridad de las Naciones Unidas, aprobada el 7 de septiembre de 1959, decidió asignar a un subcomité consistiendo de Argentina, Italia, Japón y Túnez, y le instruyó examinar las declaraciones referentes a Laos hechas ante el Consejo, a recibir más declaraciones y documentos, realizar investigaciones y reportarse ante el Consejo lo más pronto posible. Fue la única resolución aprobada en el Consejo de Seguridad en 1959.
Laos previamente había acusado a tropas de Vietnam del Norte de cruzar sus fronteras y llevar a cabo ataques militares contra Laos; el presidente del Consejo de Seguridad convocó una sesión urgentemente.
La resolución fue aprobada con 10 votos a favor y uno en contra de la Unión Soviética. 
El subcomité concluyó que los ataques eran de origen guerrillero y que no podía ser establecido claramente si las tropas norvietnamitas eran responsables.